# Iva Gavez
Iva Gavez es una deportista croata que compitió en taekwondo. Ganó dos medallas en el Campeonato Europeo de Taekwondo en los años 1994 y 1998.

## Palmarés internacional
| Campeonato Europeo | Campeonato Europeo       | Campeonato Europeo | Campeonato Europeo |
| Año                | Lugar                    | Medalla            | Categoría          |
| ------------------ | ------------------------ | ------------------ | ------------------ |
| 1994               | Zagreb (Croacia)         | Medalla de plata   | –70 kg             |
| 1998               | Eindhoven (Países Bajos) | Medalla de bronce  | –72 kg             |